# Gulu

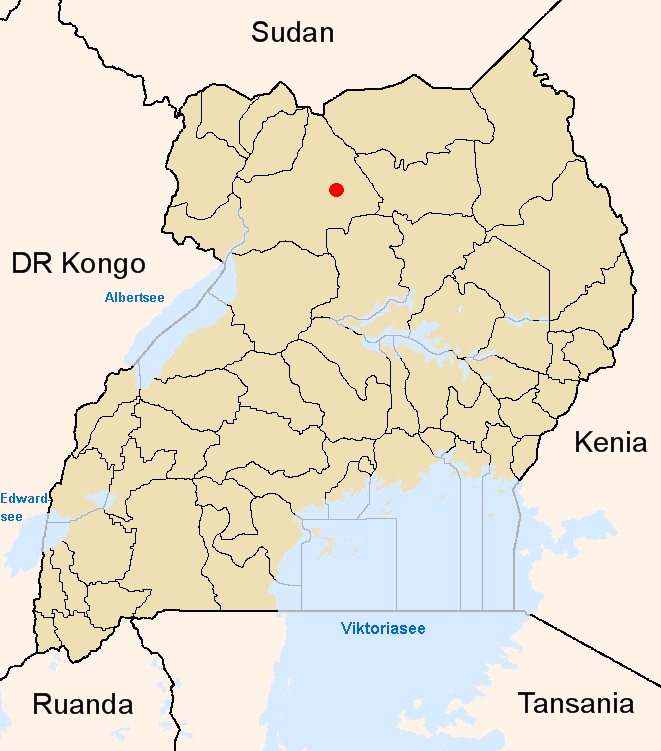
Localização de Gulu no mapa de Uganda

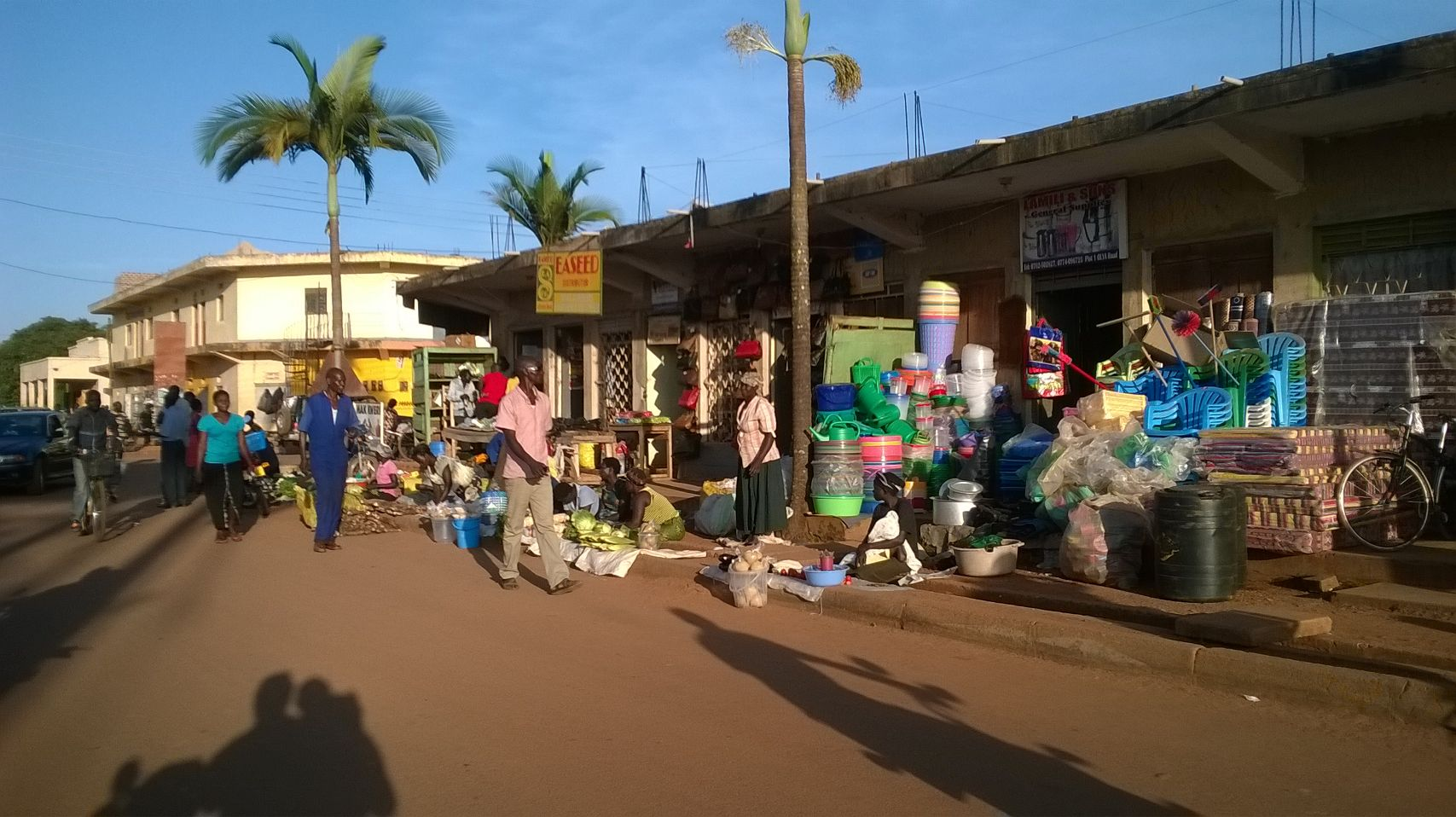
Mercado de Gulu

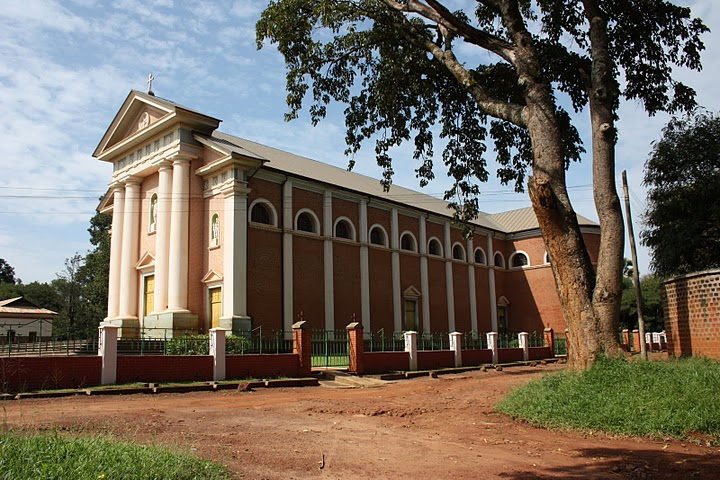
Catedral de São José, em Gulu

Gulu é uma cidade da Região Norte de Uganda. É o centro comercial e administrativo do distrito de Gulu.

## Localização
A distância entre Gulu e Kampala, capital de Uganda e sua maior cidade, é de aproximadamente 340 quilômetros (210 mi) por rodovia. As coordenadas de Gulu são 2°46'54.0"N 32°17'57.0"E.

## População
O censo nacional de 2002 estimou a população da cidade em 119.430 habitantes. O Uganda Bureau of Statistics (UBOS), estimated the city's population at 149,900 in 2010. In 2011, UBOS estimated the mid-year population of Gulu at 154,300. On 27 August 2014, the national population census put Gulu's population at 152,276.

## Economia
Gulu é a capital econômica da Região Norte de Uganda. 

## Educação
Gulu é a casa da Universidade de Gulu (Gulu University), que apresenta uma variada gama de opções de cursos, da agricultura à medicina,  administração de empresas e resolução de conflitos. É uma das duas universidades públicas da região, sendo a outra a Universidade de Muni (Muni University), em Arua.

## Saúde
Existem três hospitais que servem a cidade: Mary's Hospital Lacor, Gulu Regional Referral Hospital e Gulu Independent Hospital.